# Rose Marie Muraro
Rose Marie Muraro (Rio de Janeiro, 11 de novembro de 1930 — Rio de Janeiro, 21 de junho de 2014) foi uma escritora, intelectual e feminista brasileira. Nasceu praticamente cega e sua personalidade singular deu-lhe força e determinação suficientes para tornar-se uma das mais brilhantes intelectuais de nosso tempo. É autora de mais de 40 livros e também atuou como editora em 1600 títulos, quando foi diretora da Editora Vozes.
Estudou Física e economia, foi escritora e editora. Publicou livros polêmicos, contestadores e inovadores dos valores sociais modernos. Nos anos 70, foi uma das pioneiras do movimento feminista no Brasil. Nos anos 80, quando a Igreja adotou uma postura mais conservadora, passou a ser perseguida pelos ideais. A atuação intensa no mercado editorial foi fruto de sua mente libertária, cuja visão atenta da sociedade pode ser comparada a de muito poucos intelectuais da atualidade.

## Carreira

### Primeiros anos e feminismo

Em 1970.

Oriunda duma das mais ricas famílias do Brasil nos anos de 1930 e 40, com 15 anos, com a morte repentina do pai e consequentes lutas pela herança, rejeitou sua origem e dedicou o resto da vida à construção de um novo mundo, que ela descreveu como mais justo, mais livre. Nesse mesmo ano, conheceu o então padre Helder Câmara e se tornou membro de sua equipe. Os movimentos sociais criados por ele nos anos 40 tomaram o Brasil inteiro na década seguinte. Nos anos 60, o golpe militar teve como alvo não só os comunistas, mas também os cristãos de esquerda.
A Editora Vozes foi um capítulo à parte na vida de Rose. Lá, trabalhou com Leonardo Boff durante dezessete anos e das mãos de ambos nasceram os dois movimentos sociais mais importantes do Brasil, no século XX: o movimento de emancipação das mulheres e a teologia da libertação — até hoje, base da luta dos oprimidos.
Nos anos 80, presenciou a virada conservadora da Igreja. E em 1986, Rose e Boff foram expulsos da Editora Vozes por ordem do Vaticano. O motivo: a defesa da teologia da libertação, no caso de Boff e a publicação, por Rose, do livro «Por uma erótica cristã».

### Premiações
Rose Marie Muraro foi eleita, por nove vezes, «A Mulher do Ano». Em 1990 e 1999 recebeu da revista Desfile o título de «Mulher do Século», e da União Brasileira de Escritores o de «Intelectual do Ano», em 1994. O trabalho de Rose, como editora, foi um marco na história da resistência ao regime militar, e devido a este trabalho, recebeu do Senado Federal o Prêmio Teotônio Vilela, em comemoração aos vinte anos da anistia no Brasil.
A militante foi palestrante nas universidades de Harvard e Cornell, entre tantas outras instituições de ensino norte-americanas, num total de quarenta. Editou até o ano 2000 o selo Rosa dos Tempos, da Editora Record. Foi cidadã honorária de Brasília (2001) e de São Paulo (2004) e ganhou o Prêmio Bertha Lutz (2008). Pela Lei 11.261 de 30 de dezembro de 2005, passada pelo Congresso Nacional, foi nomeada «Matrona do Feminismo Brasileiro».
Em 2014, a Secretaria de Políticas para as Mulheres da Presidência da República cria o "Prémio Rose Marie Muraro: Mulheres Feministas Históricas" que visa reconhecer mulheres com mais de 75 anos e organismos que lutam ou lutaram pela cidadania e os direitos femininos.